# 撃術

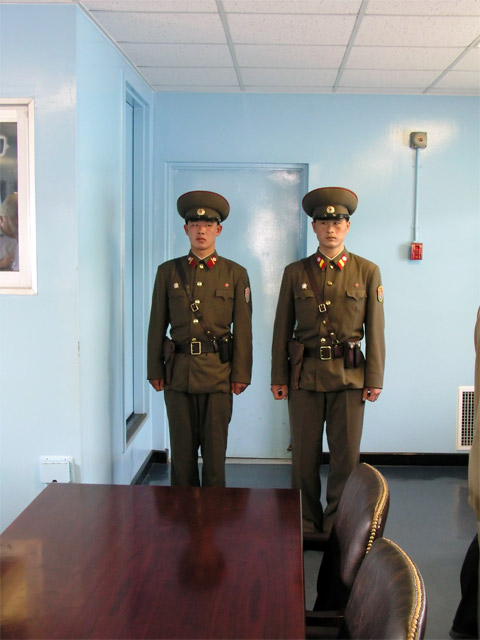
北朝鮮の兵士。

撃術（げきじゅつ、朝鮮語　격술、キョクスル、gyeok sul）とは朝鮮民主主義人民共和国（北朝鮮）で訓練されている近接格闘術。主体撃術とも呼ばれる。

## 概要
撃術は、北朝鮮の朝鮮人民軍で採用されている。テコンドーなどと比べると、相手の殺害を前提とする実戦的有用性に重点を置いている点が特徴である。
北朝鮮における軍隊格闘術は、日本による植民地時代、ほとんど武器を持たない人々が日本軍に対向するべく、古代朝鮮に存在した手搏をより実戦的なものに仕上げたものが原型であると言われている。このことから1926年が撃術発祥の年とされる。また、1950年から1953年の朝鮮戦争においては、体格の優れるアメリカ兵への対抗を目的に発展を続けた。
現在の形の撃術の起源については諸説ある。中村日出夫（姜昌秀）の拳道会空手を元に、コマンドサンボやITFテコンドーの技術を組み合わせて実戦的な軍隊格闘術にまとめたという説のほか、松濤館空手、ボクシング、レスリングを組み合わせた軍隊格闘術であり、1960年代に金日成による軍部隊現地指導の際に注目されて広まったという説もある。

### 北朝鮮の軍隊格闘術として
北朝鮮では歩兵に対する撃術訓練に多くの時間を割くが、特殊部隊の場合にはさらに集中的な訓練を受けるという。訓練は極めて過酷である。1968年に韓国側へ帰順した第124部隊出身の元北朝鮮兵は、1日3,000回の撃破訓練を通じて撃術を修練したと語った。1968年の青瓦台襲撃未遂事件で捕虜になった金新朝も、撃術の訓練を受けていたという。1977年に帰順した元北朝鮮兵イ・ヨンソンは、撃術を身につけるために、1日2,000回以上もセメント床や石を手刀で打つ訓練や、10m離れた標的に短刀を投げて命中させる投擲術の訓練も行っていた。1987年の大韓航空機爆破事件の主犯である工作員、金賢姫も撃術の訓練をうけていたと語ったことがある。
主な教育機関として、国防省管轄の15号撃術研究所（15호 격술연구소）、国家保衛省管轄の撃術研究班（격술연구반）、社会安全省管轄の59号撃術研究所（59호 격술연구소）がある。このうち、最も大きなものは59号撃術研究所で、通常は男女それぞれ100人ずつ程度が研究生として訓練を受けているという。
1980年代末に撃術が流行した後には、人民軍で格闘技術大会が催されるようになった。また、毎年9月頃には人民軍総参謀部偵察局でも別の大会が催され、各部隊から選抜された選手が2,000人程度参加する。極めて実戦に近い対戦が行われ、選手のうち1位から15位までが15号撃術研究所に研究生として招かれることになる。

### 影響
1986年、北朝鮮で映画『密令027号』が公開された。これは人民軍特殊部隊が韓国に潜入して韓国軍特殊部隊の本部を襲撃するという内容のアクション映画で、撃術研究所の研究生たる人民軍将校らが出演し、アクションシーンには撃術が取り入れられていた。この映画は国内で大ヒットし、作中で描かれた撃術、そしてナイフなどを使った投擲術は、北朝鮮の観客らにとって非常に印象深いものだった。公開以降、子供から現役の軍人まで、多くの男性が作中のアクションシーンを真似て撃術を練習したと言われている
朴正煕政権末期、韓国軍が帰順した北朝鮮兵の格闘技術を確かめる目的で、テコンドーの訓練を受けた韓国軍特殊部隊員らと対戦させたところ、撃術を身に着けた北朝鮮兵は韓国兵らを瞬く間に制圧してしまったと言われている。その後、韓国軍では撃術に対抗しうる特殊部隊員向け格闘術として特攻武術が考案されることになる。
友好国への教官の派遣も積極的に行われた。アフリカ諸国にも多くの教官が派遣されており、例えば1977年にはトーゴに撃術の教官50名が派遣されたという記録がある。1988年、国家人民軍（東ドイツ軍）地上軍司令官ホルスト・シュテッヒバルト大将は、金日成との個人的な親交のもと、北朝鮮から東ドイツに撃術教官4名を招き、第40航空突撃連隊駐屯地にて軍や治安機関などから集めた候補者らに対する教育を行った。1988年6月6日から8月5日までの間に、3週間の教育課程が3回連続で実施された。その後、撃術の技術は国家人民軍の近接格闘術の一部として取り入れられ、教範も作成された。そのほか、ポーランドなど、いくつかのヨーロッパの東側諸国の軍隊でも教育が行われた。